# Марка-Ёль (приток Велью)
Марка-Ёль — река в России, протекает по Сосногорскому и Троицко-Печорскому районам Республики Коми. Устье реки находится в 24 км от устья реки Велью по левому берегу. Длина реки составляет 16 км.
Исток реки в болотах в Сосногорском районе в 20 км к северо-западу от посёлка Нефтепечорск. Река течёт на юго-восток, в среднем течении перетекает в Троицко-Печорский район, всё течение проходит по ненаселённому заболоченному таёжному лесу. Впадает в Велью чуть ниже устья реки Большой Тэбук.

## Данные водного реестра
По данным государственного водного реестра России относится к Двинско-Печорскому бассейновому округу, водохозяйственный участок реки — Печора от истока до водомерного поста у посёлка Шердино, речной подбассейн реки — Бассейны притоков Печоры до впадения Усы. Речной бассейн реки — Печора.
Код объекта в государственном водном реестре — 03050100112103000060627.